# Damdżiny Batdzul
Damdżiny Batdzul (mong. Дамжины Батзул; ur. 1998) – mongolski zapaśnik walczący w stylu wolnym. Brązowy medalista mistrzostw Azji w 2024; piąty w 2020 roku.